# 자본의 본원 축적
자본의 본원 축적(資本 本源蓄積, 독일어: ursprungliche Akkumulation des Kapitals, 영어: primitive accumulation of capital) 또는 자본의 원시 축적은 봉건사회가 해체해 자본제 사회가 성립하는 과정에서의 생산 양식의 변화를 가리킨다.

## 개요
자본제 사회가 성립하기 위해서는 상품 경제가 성립하기 위한 상품 생산의 존재가 필요하다. 그리고, 그것이 성립하기 위해서는
- 생산수단과 노동력을 구입해 잉여가치를 착취하는 자본가의 존재
- 노동력을 팔 수 있는 무산 계급의 존재

가 필요하다. 봉건사회의 해체에 의해, 양계급을 창출하는 것이 가능해졌다.
전형예로서 영국에서는 요먼이 인클로저에 의해서 해체되어 다수가 토지라는 생산수단을 잃어 임금노동자가 되어, 자본주의적 생산의 기초가 쌓아 올려졌다. 그리고 이 과정은 산업혁명에 의해서 완료했다.

## 같이 보기
- 농업혁명
- 자본 축적